# 飯島千雍子
飯島 千雍子（いいじま ちがこ）は、日本の教会音楽家、神学校教師。東洋英和女学院大学人間学科学部教授、聖書宣教会音楽科講師。満州生まれ。ドイツ歌曲、教会音楽を中心に、日本、ドイツで演奏活動を行っている。
東京芸術大学を卒業。東京芸術大学大学院音楽研究科（声楽専攻）を修了。ドイツ州立シュトゥットガルト音楽演劇大学卒業。声楽を森山俊雄、平原寿恵子、ローレ・フィッシャー、リード解釈をコンラッド・ライヒター、カール・デイヴィス、教会音楽を岳藤豪希に師事する。
。
夫は日本バプテスト教会連合拝島バプテスト教会の牧師また、お茶の水聖書学院教師で幅広く活躍している牧師の飯島勅。

## 作品
- CD「夕映えに（Im Abendort）-ドイツ歌曲」,cantabo,2000年発売